# Richard Hendrix
Venard Richard Hendrix (Decatur, Alabama, 15 de noviembre de 1986) es un exjugador de baloncesto estadounidense, profesional durante 12 temporadas. Tiene también la nacionalidad de Macedonia del Norte y jugó por la selección de ese país en competencias internacionales. Mide 2,03 metros de altura.

## Trayectoria deportiva

### Universidad
Jugó durante 3 temporadas con los Crimson Tide de la Universidad de Alabama. En su primer año acabó promediando 9,4 puntos y 8,0 rebotes, marca esta última que fue la cuarta mejor de la Southeastern Conference. Puso además 1,6 tapones por noche, realizando 7 dobles-dobles a lo largo de la temporada. Fue elegido en el mejor quinteto de novatos de la conferencia.
En su segunda temporada lideró al equipo en anotación, con 14,8 puntos por partido, y en rebotes, con 8,7. Jugó su mejor partido ante North Carolina State, donde logró 23 puntos, 12 rebotes, 2 tapones y 3 robos de balón. Fue incluido en el segundo mejor quinteto de la SEC.
En la temporada 2007-08 fue el único jugador de la conferencia en promediar dobles figuras en puntos (17,7) y en rebotes (10,1), siendo el máximo reboteador de la misma. Consiguió 12 dobles-dobles y fue incluido finalmente en el mejor quinteto de la temporada.

### Profesional
Fue elegido en la segunda ronda del 2008 por Golden State Warriors, en el puesto 49. En julio de 2008 firmó contrato por el equipo. Disputó posteriormente las Ligas de Verano, en las cuales promedió 7 puntos y 11 rebotes, en 20,6 minutos de juego.
No llegó a debutar en la NBA y la temporada 2008/09 participó en las ligas de desarrollo de la propia NBA.
En el curso 2009/10 decide dar el salto a Europa y ficha por CB Granada de la liga ACB española. En Granada Hendrix cuaja una excelente temporada con unas medias de 13,3 puntos y 6,9 rebotes que le valieron para ser designado a final de misma como el Jugador Revelación de la competición.
Tras volver a participar en algunas ligas de verano en busca de que algún equipo de la NBA le diera una oportunidad, a principios de julio de 2010 se compromete por dos temporadas con el Maccabi Tel Aviv BC de la liga israelí.
En 2013 ficha por el Lokomotiv Kuban, permaneciendo en el club ruso durante 2 temporadas. Con el Lokomotiv es elegido como MVP de la final de la Eurocup 2013, ganada por su club ante Bilbao Basket. En julio de 2015 regresó a España de la mano del Unicaja Málaga. Sin embargo en marzo deja los malagueños para volver a Maccabi, con los que acabó la temporada.
En agosto de 2016 fichó por el Herbalife Gran Canaria tras desvincularse de su anterior equipo, el Maccabi Tel Aviv.

## Selección nacional
Representó a Macedonia a nivel internacional entre 2014 y 2019, llegando a disputar el Eurobasket 2015.